# Terza stagione
Terza stagione è il terzo album in studio del rapper italiano Emis Killa, pubblicato il 14 ottobre 2016 dalla Carosello Records.

## Concezione
Composto da 17 brani, l'album rappresenta un ritorno alle origini per il rapper e si discosta in particolar modo dalle sonorità pop del precedente album in studio Mercurio in favore di altre più crude e grezze, con tematiche che spaziano dall'abuso di alcool e le droghe leggere fino allo stalking, al femminicidio e al sesso.

## Promozione
La pubblicazione di Terza stagione è stata anticipata da cinque singoli. Il primo di essi, Non era vero, è stato reso disponibile per il download digitale a partire dal 27 maggio, mentre una settimana prima è stato pubblicato il relativo videoclip. Il singolo successivo, Cult, è stato pubblicato digitalmente il 6 giugno ed è entrato anche nelle stazioni radiofoniche italiane quattro giorni più tardi. Il 26 settembre il rapper ha pubblicato come terzo singolo Dal basso, brano d'apertura dell'album, accompagnato nello stesso giorno da un videoclip diretto da Mirko De Angelis.
Il 6 ottobre è stato pubblicato il videoclip per il brano Quello di prima, diretto da John Murd ed estratto come quarto singolo nello stesso giorno, mentre in concomitanza con l'uscita dell'album è stato pubblicato come quinto singolo Parigi, inciso in collaborazione con Neffa.
L'album è stato commercializzato in edizione standard, uscita nei formati CD e download digitale, e deluxe, pubblicata sotto forma di cofanetto e comprendente l'album standard, una maglietta, il mixtape Keta Music Vol. 2, e Terza stagione Bonus Tracks, contenente gli inediti Sei tu, Teen Idol e Prima che sia lunedì (Band Version).

## Tracce
1. Dal basso – 3:24
2. Non era vero – 3:48 (Luigi Florio, Antonio Lago, Emiliano Rudolf Giambelli)
3. Prima che sia lunedì – 3:07
4. Italian Dream – 2:55
5. Quello di prima – 3:51
6. Parigi (feat. Neffa) – 3:10
7. Uno come me – 3:24
8. Non è facile (feat. Jake La Furia) – 3:22
9. Jack – 3:46
10. All'alba delle 6:00 (feat. Coez) – 3:39 (Silvano Albanese, Emiliano Rudolf Giambelli, Massimiliano Dagani, Alessandro Erba)
11. Sopravvissuto (feat. Fabri Fibra) – 3:11
12. Su di lei – 3:52
13. Cult – 3:46 (Massimiliano Dagani, Emiliano Rudolf Giambelli)
14. 3 messaggi in segreteria – 3:26
15. Buonanotte (feat. Maruego) – 3:48
16. Vecchia maniera (feat. Giso e Jamil) – 4:35
17. Vestiti sporchi – 3:24

## Formazione
Musicisti
- Emis Killa – voce
- Neffa – voce aggiuntiva (traccia 6)
- Jake La Furia – voce aggiuntiva (traccia 8)
- Coez – voce aggiuntiva (traccia 10)
- Fabri Fibra – voce aggiuntiva (traccia 11)
- Maruego – voce aggiuntiva (traccia 15)
- Telaviv – scratch (traccia 15)
- Giso – voce aggiuntiva (traccia 16)
- Jamil – voce aggiuntiva (traccia 16)
- 2P – scratch (traccia 17)

Produzione
- Big Fish – produzione (tracce 1, 8, 10, 13 e 14)
- Rhade – produzione (tracce 1, 8, 13 e 14)
- Don Joe – produzione (tracce 2 e 5)
- Zef – produzione (tracce 3, 4 e 6)
- Andry the Hitmaker – produzione (traccia 5)
- PK – produzione (tracce 7 e 11)
- Sick Luke – produzione (traccia 9)
- Alessandro Erba – produzione (traccia 10)
- Nebbia – produzione (traccia 12)
- 2nd Roof – produzione (traccia 15, 16 e 17)

## Classifiche
| Classifica (2016) | Posizione massima |
| ----------------- | ----------------- |
| Italia            | 1                 |